# Svegs och Hede tingslag
Svegs och Hede tingslag var ett tingslag i Härjedalen i Jämtlands län. Tingsstället låg i Sveg. 
Svegs och Hede tingslag bildades den 1 januari 1948 (enligt beslut den 10 juli 1947) genom en sammanslagning av Hede tingslag och Svegs tingslag. Tingslaget upplöstes den 1 januari 1971 och övergick i Svegs domsaga som 2004 uppgick i Östersunds domsaga.
Tingslaget ingick i Härjedalens domsaga som även omfattade Bergs tingslag. Storsjö socken överfördes den 1 januari 1952 från tingslaget till Bergs tingslag.

## Ingående områden

### Socknar
Svegs och Hede tingslag omfattade 10 socknar.
Hörde före 1948 till Hede tingslag
- Hede socken
- Storsjö socken (överfört den 1 januari 1952 till Bergs tingslag)
- Tännäs socken
- Vemdalens socken

Hörde före 1948 till Svegs tingslag
- Lillhärdals socken
- Linsells socken
- Svegs socken
- Älvros socken
- Överhogdals socken

I Hälsingland:
- Ytterhogdals socken
- Ängersjö socken

samt Svegs köping

### Kommuner (från 1952)
- Hede landskommun
- Hogdals landskommun
- Lillhärdals landskommun
- Svegs landskommun
- Svegs köping
- Tännäs landskommun